# ایستگاه سودکروز برلین
سودکروز برلین (آلمانی: Berlin Südkreuz) یک ایستگاه قطار در پایتخت آلمان، برلین است. این ایستگاه در سال ۱۸۹۸ افتتاح شد. سودکروز در رینگ‌بان برلین قرار دارد.